# Montjard
Montjard (francès Montgeard) és un municipi francès del department de l'Alta Garona, a la regió Occitània.